# Karibische Mönchsrobbe
Die Karibische Mönchsrobbe (Neomonachus tropicalis, Syn.: Monachus tropicalis) ist eine ausgestorbene Mönchsrobbenart aus der Familie der Hundsrobben.

## Beschreibung
Die Männchen wurden 2,1 bis 2,4 m lang und erreichten ein Gewicht von 200 Kilogramm. Die Weibchen waren allgemein kleiner als die Männchen. Um den Nacken war eine Fettschicht, das sogenannte Blubber zu erkennen. Der Rücken war braun mit einer gräulichen Tönung. Schnauze und Unterseite waren hellgelb. Die Hand- und Fußflossen waren nackt mit gut entwickelten Nägeln an den Vorderzehen. Das Fell der Neugeborenen war lang und dunkel. Nach älteren Maßangaben wogen die jungen Robben zwischen 16 und 18 kg und erreichten eine Länge von einem Meter.

## Verbreitung
Das Verbreitungsgebiet der Karibischen Mönchsrobbe war die Karibik. Es erstreckte sich nordwestlich bis zum Golf von Mexiko, von den Bahamas bis zur Halbinsel Yucatán, südlich entlang der mittelamerikanischen Küste und östlich bis zu den nördlichen Antillen. Fossile Funde wurden auch in den südöstlichen Vereinigten Staaten entdeckt.

## Lebensweise
Die Karibische Mönchsrobbe verbrachte den Großteil ihres Lebens im Wasser. Zum Gebären oder zum Schutz suchte sie felsige oder sandige Küsten auf. Ihre Nahrung bestand aus Aalartigen, Hummern, Kraken und Rifffischen.

## Fortpflanzung
Über das Fortpflanzungsverhalten der Karibischen Mönchsrobbe ist nur wenig bekannt geworden. Die Weibchen suchten Sandküsten auf abgelegenen Inseln oder ungestörte Strände auf dem Festland auf. Die Wurfzeit war vermutlich im Dezember, da mehrere im Dezember 1910 auf Yucatán getötete Weibchen gutentwickelte Föten in sich trugen. Die durchschnittliche Lebensdauer betrug ungefähr 20 Jahre.

## Karibische Mönchsrobbe und Mensch

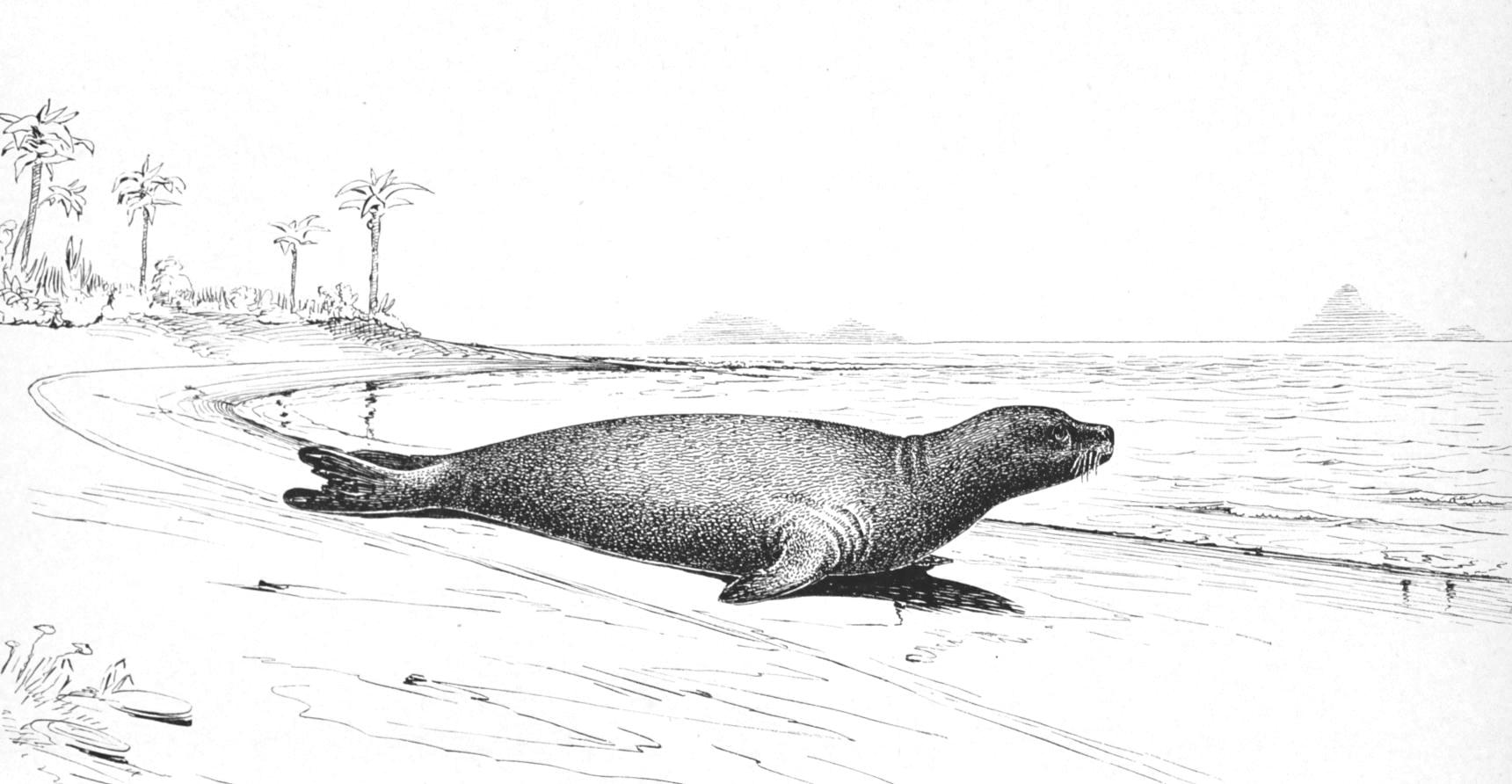
Illustration einer Karibischen Mönchsrobbe

Die Karibische Mönchsrobbe war das erste Säugetier der Neuen Welt, das Christoph Kolumbus 1494 an der Küste von Santo Domingo entdeckte. Kolumbus erwähnte die Tiere im Bericht seiner zweiten Amerikareise und nannte sie „Seewölfe“. Er befahl seiner Mannschaft, acht von den Robben für die Nahrungsbeschaffung zu töten. Seitdem wurde die Karibische Mönchsrobbe wegen ihres Blubbers oder als Konkurrenz der Fischer gejagt.
1707 schrieb der Naturforscher Hans Sloane in einem Reisebericht: „Die Bahamas waren mit Robben gefüllt. Manchmal fingen die Fischer 100 in einer Nacht“. Die Karibische Mönchsrobbe wurde als leicht erreichbar und nicht aggressiv beschrieben. Durch die kommerzielle Jagd im 19. Jahrhundert war die Karibische Mönchsrobbe in den 1880er Jahren selten geworden. Bei den Arrecifés Triángulos, einer der letzten Hochburgen der Karibischen Mönchsrobbe in der Bahía de Campeche im Golf von Mexiko, wurden 1911 über 200 Tiere getötet. Die letzte bestätigte Sichtung war 1952, als eine kleine Kolonie auf der Serranilla-Bank, einer Gruppe von winzigen Koralleninseln auf halber Strecke zwischen Jamaika und Honduras, entdeckt wurde.
Eine Erkundung per Flugzeug, die 1973 vom United States Fish and Wildlife Service im ehemaligen Lebensraum der Karibischen Mönchsrobbe durchgeführt wurden, ergab ausgedehnte Fischereitätigkeiten, aber keinerlei Nachweis über die Robben. 1996 wurde die Karibische Mönchsrobbe in die Rote Liste der ausgestorbenen Säugetiere der IUCN aufgenommen. Bei einer Befragung im Jahre 1997 unter 93 Fischern von Jamaika und Honduras behaupteten 16, dass sie in den zwei Jahren zuvor noch Mönchsrobben gesehen hätten. Vermutlich handelt es sich aber um eine Verwechslung mit Klappmützen, die gelegentlich in der Karibik gesichtet wurden.
Nach einer vergeblichen fünfjährigen Suche durch die National Oceanic and Atmospheric Administration wurde die Karibische Mönchsrobbe im Jahre 2008 von der US-amerikanischen Regierung offiziell für ausgestorben erklärt.
Im 19. und frühen 20. Jahrhundert wurden 18 Karibische Mönchsrobben in Gefangenschaft gehalten, vier davon im Jahre 1910 im New York Aquarium. Mit keinem der Tiere gelang die Zucht.
Es gibt mehrere konservierte Exemplare in Museumssammlungen. Das Typusexemplar befindet sich im British Museum. Im Museum Naturalis in Leiden sind ein ausgestopftes Exemplar und ein Schädel aufbewahrt. Das Exemplar aus Leiden wurde im Dezember 1886 von H. L. Ward gesammelt. Ward tötete 49 Robben, von denen 34 ausgestopfte Exemplare und sieben Skelette in den Museumssammlungen erhalten geblieben sind. Wards Material beinhaltet die erste gute Reihe von wissenschaftlichen Exemplaren. Im American Museum of Natural History befinden sich ein Männchen, ein Weibchen und ein Jungtier. Auch das National Museum of Natural History in Washington, D.C. und das Tropical Crane Point Hammock Museum in Key Vaca, Florida, besitzen Überreste.
Zusammen mit der Karibischen Mönchsrobbe gilt auch die endoparasitisch lebende Milbe Halarachne americana als ausgestorben, die in allen Entwicklungsstadien in den Atemwegen einer einzelnen Karibischen Mönchsrobbe in menschlicher Obhut nachgewiesen wurde.